# Kreisgericht Kaunas

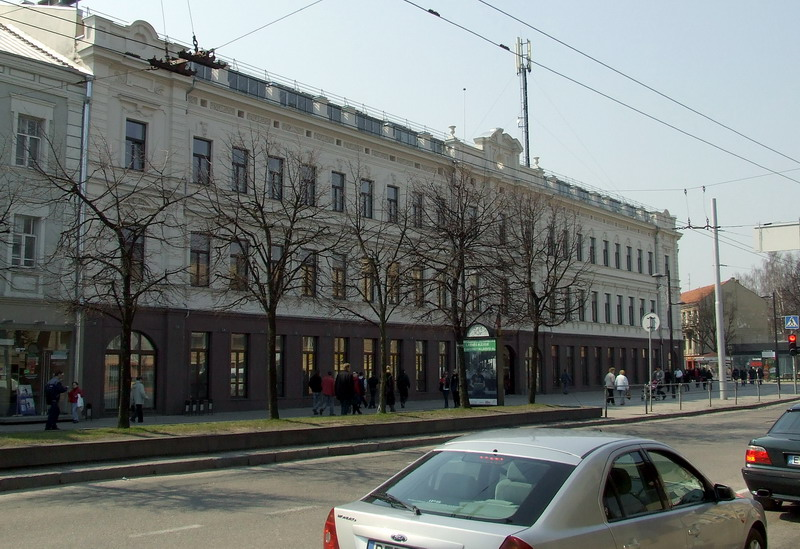
Kreisgericht Kaunas

Das Kreisgericht Kaunas (litauisch Kauno apylinkės teismas) ist ein Kreisgericht mit 63 Richtern und 280 Beamten sowie Angestellten in Kaunas, der zweitgrößten Stadt Litauens.

## Richter
- Gerichtspräsident:  Mindaugas Šimonis
- Stellvertreterin für Zivilsachen:  Lina Žemaitienė
- Stellvertreter für Strafsachen:  Dainius Ročys

## Weitere Gerichte in Kaunas
- Bezirksverwaltungsgericht Kaunas
- Bezirksgericht Kaunas